# 株価指数先物取引
株価指数先物取引（かぶかしすうさきものとりひき）は、株価指数の先物取引のこと。

## 概要
SQ値（SQ = Special Quotation、特別清算指数）はSQ日（定められた期日）の株価指数の始値を元に決まり、SQ日まで保持した場合は、SQ日にSQ値で取引することを約束する先物取引が株価指数先物取引である。限月とはSQ日の月のこと。

### 取引金額
取引金額（想定元本、notional value）は先物株価指数価格×取引単位の乗数（multiplier）である。取引単位の乗数は大阪取引所の日経225先物は1000倍、大阪取引所の日経225mini先物は100倍、シカゴ・マーカンタイル取引所のE-mini S&P 500は50倍、シカゴ・マーカンタイル取引所のMicro E-mini S&P 500は5倍などである。例えば、日経225mini先物が2万円なら取引金額は200万円、Micro E-mini S&P 500が3,000ドルなら取引金額は15,000ドルになる。

### 証拠金
ほとんどの先物取引は証拠金を差し入れて、その差金で差金決済する。大阪取引所やシカゴ・マーカンタイル取引所などはSPANに基づく計算式で取引に必要な証拠金を決めている。日本では日本証券クリアリング機構がSPANの計算結果を発表している。証券会社によっては、SPANで計算された証拠金よりも最低証拠金を多めにしている場合もある。必要証拠金は、取引金額のおおよそ数十分の1程度である。
証拠金による差金決済のため、買いポジションから始めることも、売りポジションから始めることも可能。

### 理論価格
価格の理論値は、本来の株価指数の価格に、SQ日までの無リスク金利分を加え、SQ日までの配当分を減らした価格である。
買いポジションの場合、価格に上乗せされた無リスク金利を間接的に支払う形となるが、証拠金取引のため、口座に金利が付く場合はある程度相殺される。現物株の購入と大きな差を生まない設計となっている。

### ロールオーバー
一般的に、SQ日まで保持することをせずに、最終取引日前に次の限月に乗り換える。この事をロールオーバー（英: rollover）という。無リスク金利および配当により、前後の限月の先物の間には価格差が存在する。ロールオーバーする際は、前後の限月の先物を直接売買して乗り換えることもできるが、ロールオーバーのためのカレンダースプレッド取引を使うと瞬間的な価格のブレなどに影響されずに安全にロールオーバーすることができる。
どのタイミングでロールオーバーするかは自由であるが、シカゴ・マーカンタイル取引所では慣習的なロールオーバー日を定めており、最終取引日の4日前としている。

### 日本（大阪取引所）
日本では大阪取引所で取り扱われている。3月、6月、9月、12月の限月のうち近いものが数種類（日経225先物は19種類、日経225mini先物は16種類）取引されており、限月の第二金曜日の始値で差金決済が行われる。毎月、第二金曜日は株価指数オプション取引の決済も行われており、SQ算出日と呼ばれている。

## 主な株価指数先物
| 名称                    | 取引所                       | 株価指数          | 取引単位の乗数 | 呼値の単位   | コード |
| ----------------------- | ---------------------------- | ----------------- | -------------- | ------------ | ------ |
| 日経225先物             | 大阪取引所                   | 日経平均株価      | 1,000円        | 10円         |        |
| 日経225mini先物         | 大阪取引所                   | 日経平均株価      | 100円          | 5円          |        |
| TOPIX先物               | 大阪取引所                   | 東証株価指数      | 10,000円       | 0.5ポイント  |        |
| ミニTOPIX先物           | 大阪取引所                   | 東証株価指数      | 1,000円        | 0.25ポイント |        |
| NYダウ先物              | 大阪取引所                   | ダウ平均株価      | 100円          | 1ポイント    |        |
| 日経平均VI先物          | 大阪取引所                   | 日経平均VI        | 10,000円       | 0.05ポイント |        |
| E-mini S&P 500          | シカゴ・マーカンタイル取引所 | S&P 500           | $50            | $0.25        | ES     |
| Micro E-mini S&P 500    | シカゴ・マーカンタイル取引所 | S&P 500           | $5             | $0.25        | MES    |
| E-mini NASDAQ 100       | シカゴ・マーカンタイル取引所 | ナスダック100指数 | $20            | $0.25        | NQ     |
| Micro E-mini NASDAQ 100 | シカゴ・マーカンタイル取引所 | ナスダック100指数 | $2             | $0.25        | MNQ    |
| E-mini Dow              | シカゴ・マーカンタイル取引所 | ダウ平均株価      | $5             | $1           | YM     |
| Micro E-mini Dow        | シカゴ・マーカンタイル取引所 | ダウ平均株価      | $0.5           | $1           | MYM    |
| Nikkei 225 Dollar       | シカゴ・マーカンタイル取引所 | 日経平均株価      | $5             | 5ポイント    | NKD    |
| Nikkei 225 Yen          | シカゴ・マーカンタイル取引所 | 日経平均株価      | 500円          | 5ポイント    | NIY    |

### 日本
- 日経225先物 （大阪取引所、シカゴ・マーカンタイル取引所、シンガポール取引所）
- 日経225mini先物 （大阪取引所）
- TOPIX先物（大阪取引所）
- ミニTOPIX先物（大阪取引所）
- JPX日経インデックス400先物（大阪取引所）
- 東証マザーズ指数先物（大阪取引所）

#### かつて日本で行われた株価指数先物
- 株先50 日経225先物に1年先駆けて行われた株価指数先物。独自の50銘柄で構成された指数を取引する。最大の特徴は、差金決済ではなく、現物株決済を行う点であった。1987年6月～1992年3月の間に取引されていた[20]。

### アメリカ
- S&P 500先物（シカゴ・マーカンタイル取引所）
- ナスダック100指数先物（シカゴ・マーカンタイル取引所）
- ダウ平均株価先物（シカゴ・マーカンタイル取引所）
- VIX先物（シカゴ・マーカンタイル取引所）
- ボルサ指数先物（メキシコ）
- ボベスパ指数先物（ブラジル）
- トロント総合先物（カナダ）
- トロント60先物（カナダ）

### ヨーロッパ
- ユーロ・ストックス50指数先物
- ドイツ株価指数先物（ドイツ）
- FTSE100種総合株価指数先物（イギリス）
- IBEX 35先物（スペイン）
- FTSE MIB指数先物（イタリア）
- CAC 40先物（フランス）
- OMX30先物（スウェーデン）
- AEX指数先物（オランダ）
- PSI20（英語版）先物（ポルトガル）
- SMI先物（スイス）
- MICEX先物（ロシア）
- RTS先物（ロシア）

### アジア・オセアニア
- FTSE中国A50指数先物（中華人民共和国）
- CSI300指数先物（中華人民共和国）
- 加権指数先物（中華民国）
- 香港40先物（香港）
- KOSPI200先物（大韓民国）
- ST指数先物（シンガポール）
- オーストラリア200先物（オーストラリア）